# Kalina severoamerická
Kalina severoamerická (Viburnum lentago) je opadavý keř pocházející ze Severní Ameriky. Jako okrasná dřevina se pěstuje zřídka.

## Charakteristika
Kalina severoamerická je rozměrný opadavý keř dorůstající výšky asi 5 metrů, ve své domovině ojediněle i strom až 10 metrů vysoký. Větve jsou často téměř vodorovně postavené. Letorosty jsou tenké. Zimní pupeny jsou šedé, kryté 2 páry šupin a pokryté šedavými šupinovitými chlupy, koncové pupeny jsou protažené, špičaté. Listy jsou vstřícné, bez palistů, vejčité až obvejčité, 5 až 10 cm dlouhé a 3 až 5 cm široké, na okraji jemně ostře pilovité, svrchu pololeskle zelené, naspodu světlejší. Listy jsou na rubu přinejmenším na žilkách pokryty šupinovitými chlupy. Žilnatina je zpeřená, postranní žilky neprobíhají až k okraji listu. Na podzim se zbarvují do živých červenohnědých odstínů. Řapík je 10 až 25 mm dlouhý, široce křídlatý se zvlněným okrajem. Květy jsou smetanově bílé, vonné, asi 6 mm široké, v 6 až 12 cm širokých přisedlých vrcholících. Zralé plody jsou modročerné, ojíněné, elipsoidní, 1,2 až 1,5 cm dlouhé. Kvete v květnu až červnu.

## Rozšíření
Kalina severoamerická pochází z východních oblastí Severní Ameriky, kde roste zejména ve vlhkých lesích a pobřežních křovinách.

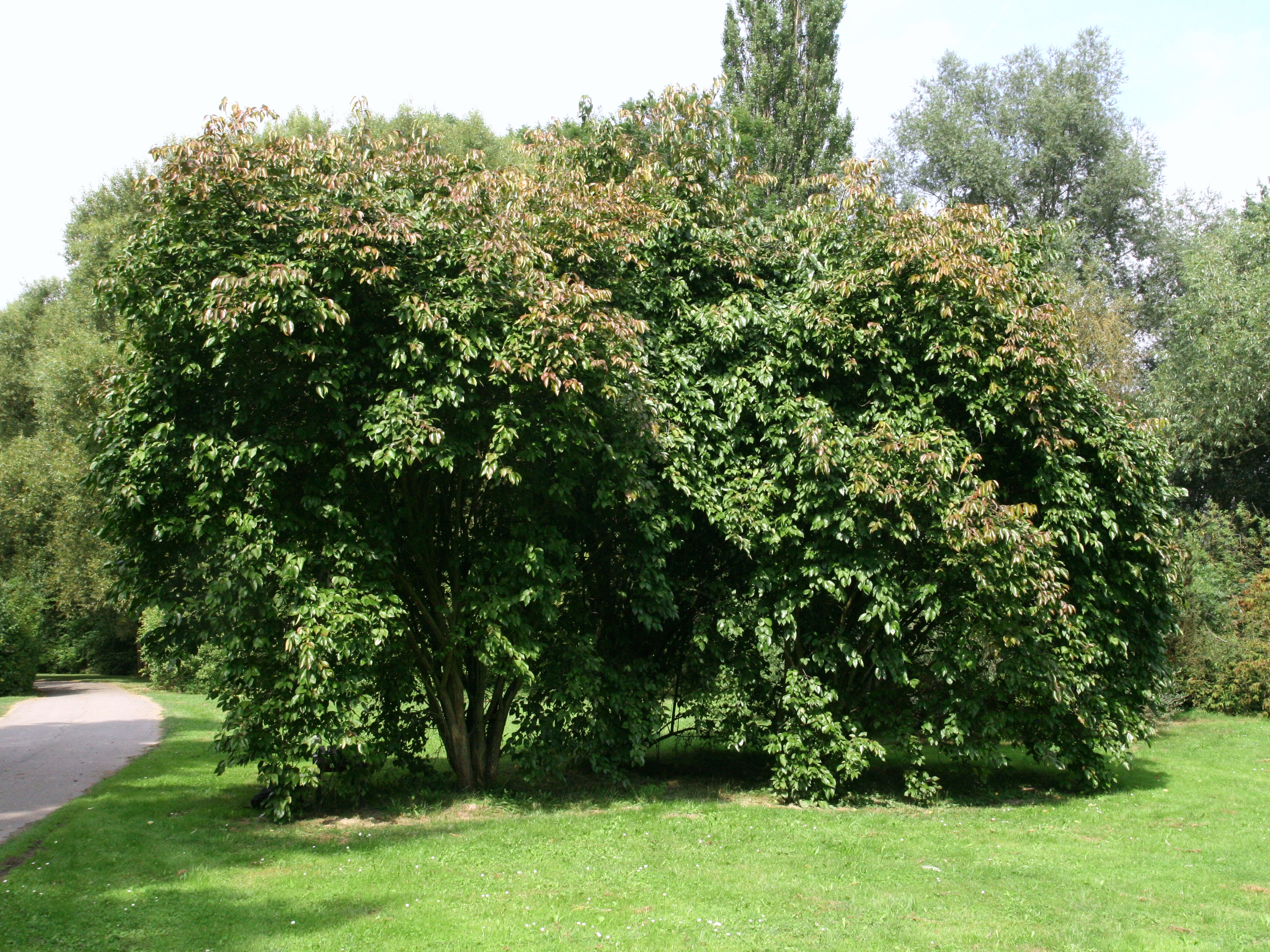
Kalina severoamerická - skupina keřů
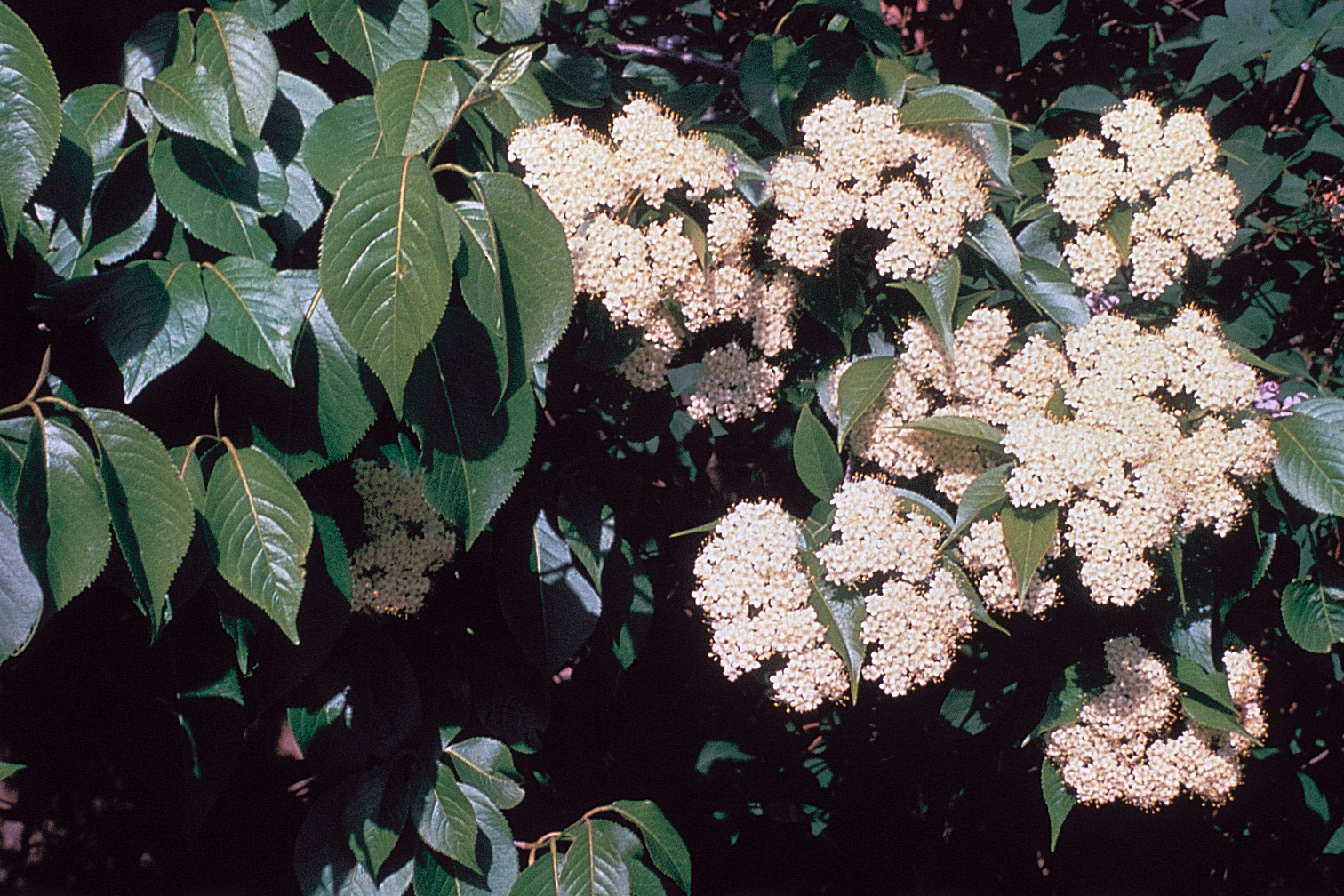
Kvetoucí kalina severoamerická
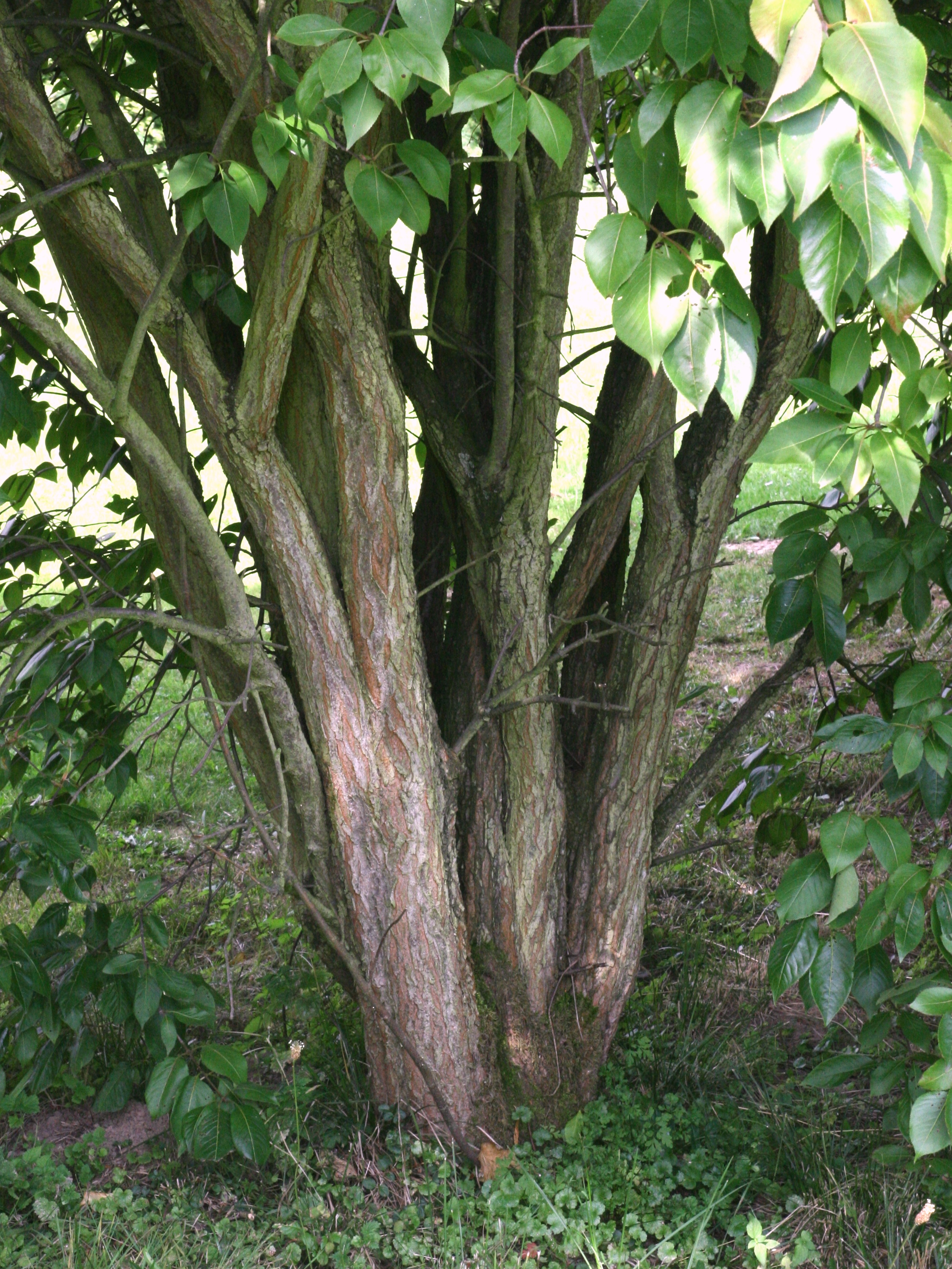
Kmeny kaliny severoamerické
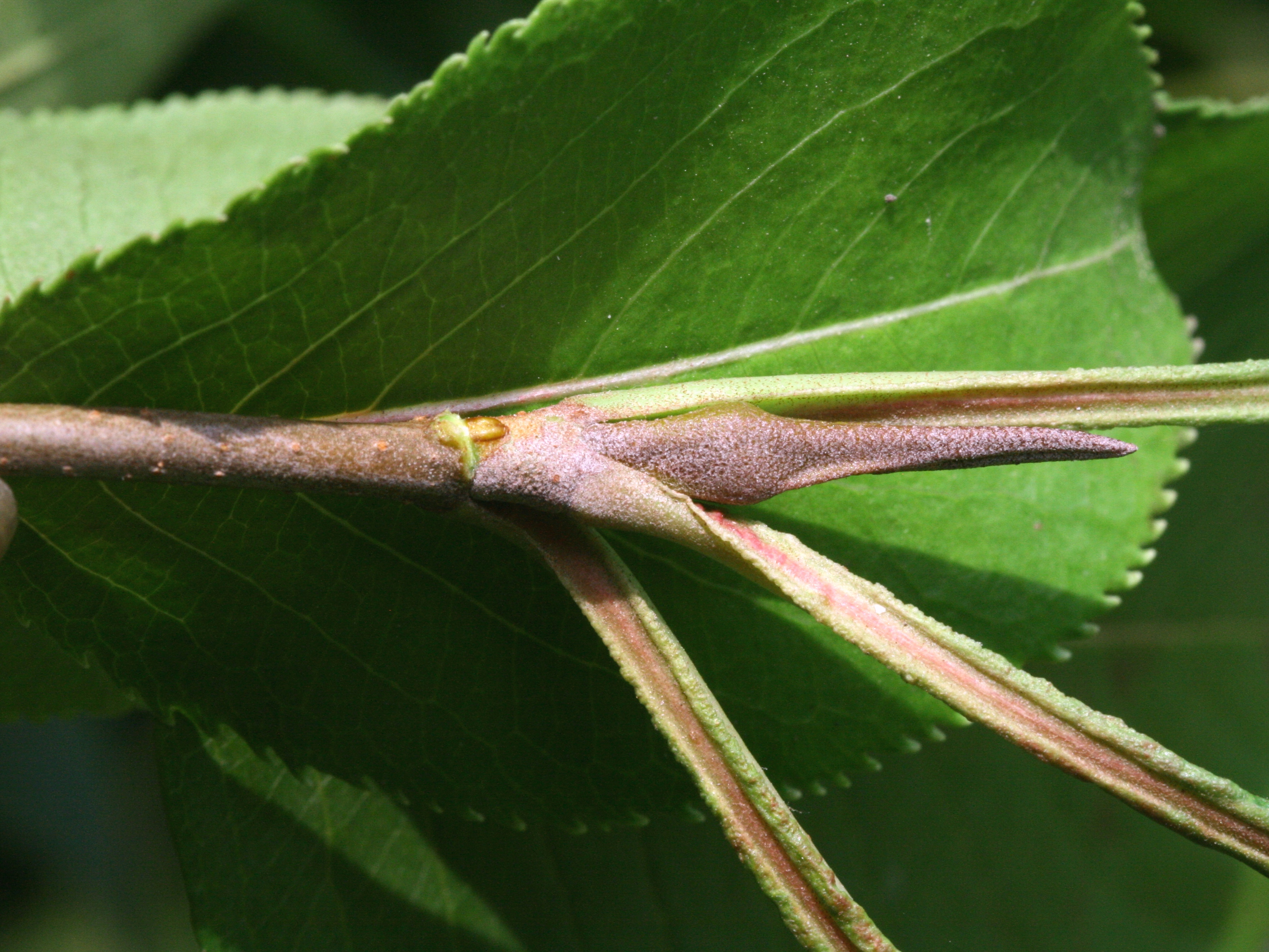
Detail pupenu kaliny severoamerické

## Využití
Kalina severoamerická je v ČR jako okrasný keř pěstována spíše zřídka a lze se s ní setkat především ve sbírkách arboret a botanických zahrad.
Je uváděna ze sbírek Dendrologické zahrady v Průhonicích, Pražské botanické zahrady v Tróji, z Průhonického parku a Arboreta Žampach. Jedním z mála okrasných kultivarů této kaliny je 'Pink Beauty', vyznačující se růžovými plody.